# Otacilia cangshan
Espèce
Synonymes
- Phrurolithus cangshan Yang, Fu, Zhang & Zhang, 2010

Otacilia cangshan est une espèce d'araignées aranéomorphes de la famille des Phrurolithidae.

## Distribution
Cette espèce est endémique du Yunnan en Chine,. Elle se rencontre sur le mont Cang.

## Description
Le mâle holotype mesure 2,83 mm et la femelle paratype 3,68 mm.

## Étymologie
Son nom d'espèce lui a été donné en référence au lieu de sa découverte, le Cangshan ou mont Cang.

## Publication originale
- Yang, Fu, Zhang & Zhang, 2010 : A new species of the genus Phrurolithus (Araneae: Corinnidae) from Mt. Cangshan of Yunnan province, China. Acta Arachnologica, vol. 58, no 2, p. 87-89 (texte intégral).